# Кашмірська долина
34°02′00″ пн. ш. 74°40′00″ сх. д. / 34.0333° пн. ш. 74.6667° сх. д.

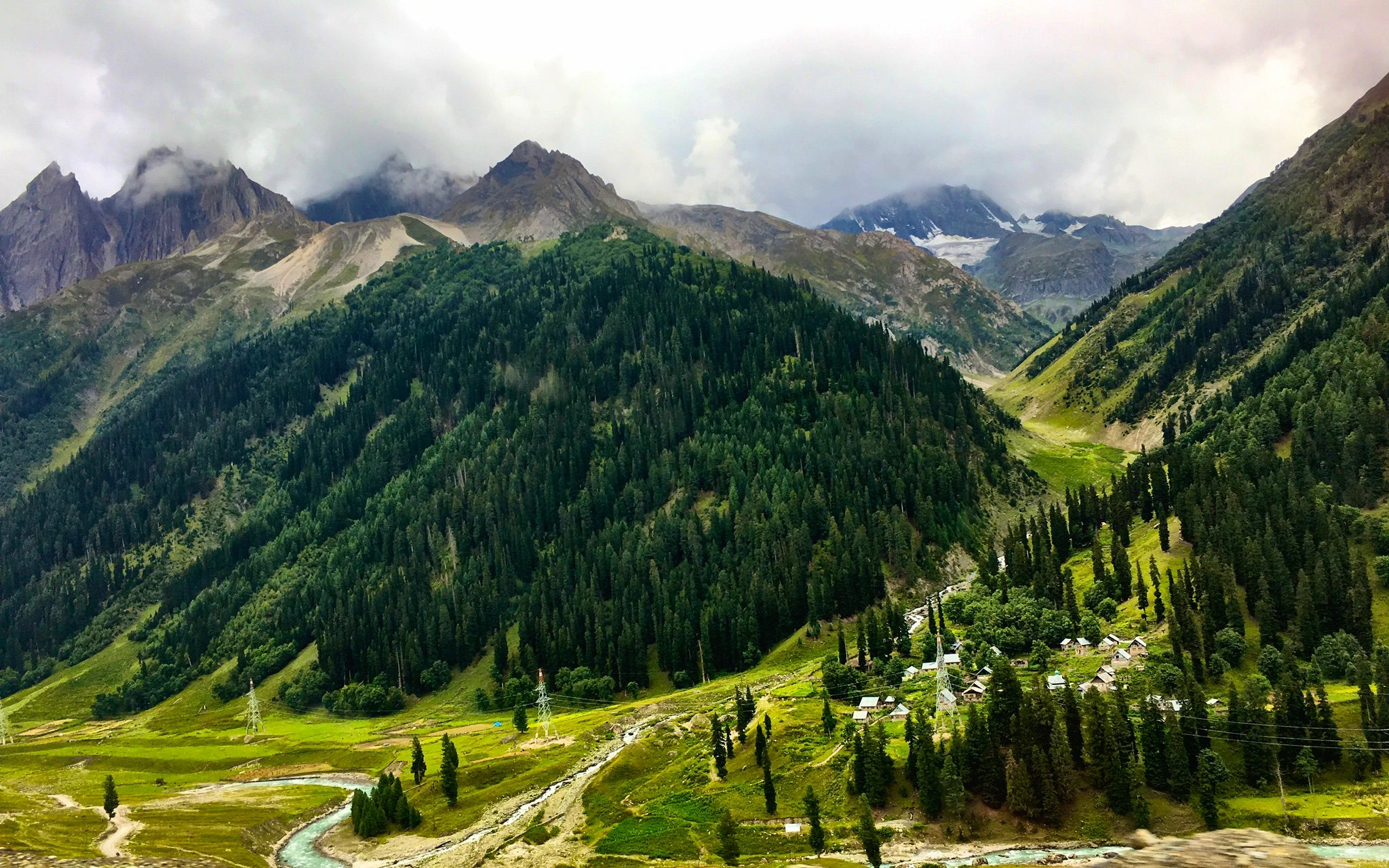

Кашмірська долина, також відома як долина Кашміра, є міжгірською долиною, зосередженою в Кашмірському відділі території Індійського союзу Джамму і Кашмір і є предметом суперечки між Індією та Пакистаном. Долина обмежена на південному заході хребтом Пір-Панджал, а на північному сході — головним хребтом Гімалаїв. Це приблизно 135 км (84 милі) в довжину і 32 км (20 миль) в ширину, і дренується річкою Джелам.

## Географія
Кашмірська долина лежить між 33° і 35° північної широти та 73° і 76° східної довготи. Долина має ширину 100 км (62 милі) і займає площу 15 520,3 км2 (5 992,4 квадратних миль). Він обмежений підхребтами Західних Гімалаїв: Великі Гімалаї обмежують його на північному сході та відокремлюють від Тибетського плато, тоді як хребет Пір-Панджал у Нижніх Гімалаях обмежує його на заході та півдні, і відділяє його від Пенджабської рівнини. Долина має середню висоту 1850 метрів (6070 футів) над рівнем моря, але хребет Пір-Панджал, який її оточує,  має середню висоту 10 000 футів (3000 м). Річка Джелум є головною річкою долини. Вона бере початок поблизу міста Верінагу; її найважливішими притоками є річки Ліддер і Сінд. На відміну від інших районів регіону Кашмір, Кашмірська долина густонаселена завдяки наявності великого простору родючої рівнинної землі.

## Клімат
Долина Кашміру має помірний клімат, який значною мірою визначається її географічним положенням, з високим хребтом Каракорум на півночі, хребтом Пір-Панджал на півдні та заході та хребтом Занскар на сході. Загалом її можна описати як прохолодну навесні та восени, м'яку влітку та холодну взимку. У великій долині зі значними відмінностями в географічному розташуванні різних районів погода часто прохолодніша в горбистих районах порівняно з рівнинними нижчими частинами.
Літо зазвичай м'яке і досить сухе, але відносна вологість зазвичай висока, а ночі прохолодні. Опади випадають протягом року, і жоден місяць не є особливо сухим. Найжаркіший місяць — липень (середня мінімальна температура 16 °C, середня максимальна температура 32 °C), найхолодніші — грудень–січень (середня мінімальна температура −15 °C, середня максимальна температура 0 °C).
Клімат Кашмірської долини помірний, але погодні умови непередбачувані. Рекордно висока температура становить 37,8°C, а рекордно низька — −18 °C. 5 і 6 січня 2012 року, після років відносно невеликого снігу, хвиля сильного снігу та низьких температур (зимовий шторм) шокувала долину, вкривши її товстим шаром снігу та льоду.
За останні кілька років у Долині спостерігалося збільшення відносної вологості та річної кількості опадів. Швидше за все, це пов'язано з комерційними проектами лісонасадження, які також включають розширення парків і зеленого покриву.